# Josa gounellei
Josa gounellei là một loài nhện trong họ Anyphaenidae.
Loài này thuộc chi Josa. Josa gounellei được Eugène Simon miêu tả năm 1897.